# Libanoni labdarúgó-szövetség
Libanoni labdarúgó-szövetség (francia: Fédération Libanaise de Football Association, arab: الاتحاد اللبناني لكرة القدم) .
Az Ázsiai Labdarúgó-szövetségnek (AFC) 1964-től tagja. Fő feladata a nemzetközi kapcsolatokon kívül, az  Libanoni labdarúgó-válogatott férfi és női ágának, a korosztályos válogatottak illetve a nemzeti bajnokság szervezése, irányítása. A működést biztosító bizottságai közül a Játékvezető Bizottság (JB) felelős a játékvezetők utánpótlásáért, elméleti (teszt) és cooper (fizikai) képzéséért, foglalkoztatásáért.